# Bernardus Schotanus à Sterringa

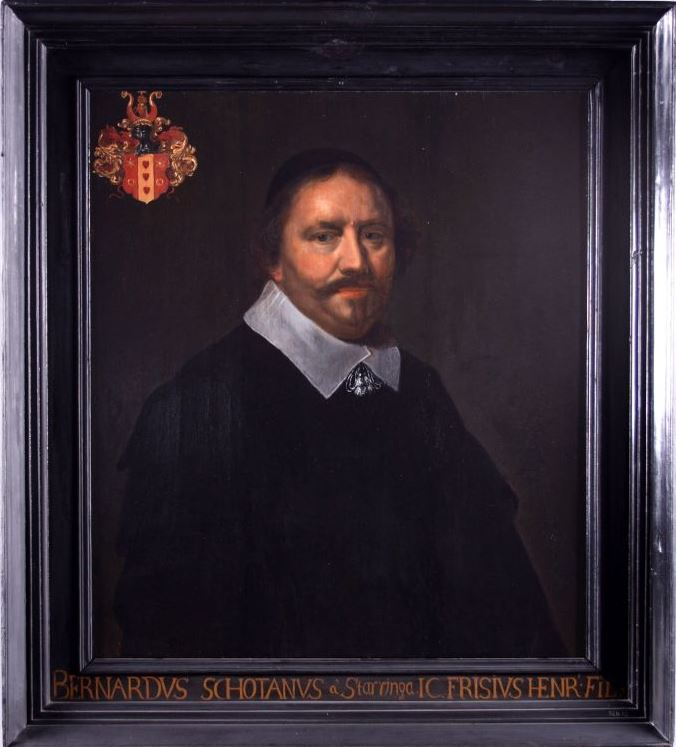
Bernardus Schotanus à Sterringa

Bernardus Schotanus à Sterringa (Franeker, 17 oktober 1640 - Leeuwarden, 22 augustus 1704) was een Nederlandse cartograaf, landmeter, wiskundige en geneesheer. Hij werd bekend door zijn bijdragen aan de Schotanusatlas.

## Leven
Bernardus Schotanus werd in 1640 geboren als tweede zoon van Christianus Schotanus à Sterringa (1603-1671), predikant en hoogleraar te Franeker. Hij studeerde letterkunde, filosofie en medicijnen in Franeker. Later werd hij in Lyon tot medisch doctor gepromoveerd en werd hij geneesheer te Leeuwarden. In 1702 werd hij voor zijn bijdrage met de Friesche Atlas benoemd tot landschapsmedicus. Hij overleed op 22 augustus 1704 aan een beroerte in Leeuwarden.

## Werk
Nadat zijn vader in 1658 de 'groote kronyk van Friesland' had uitgegeven, werd hij ook aangewezen om de gehele provincie Friesland in kaart te brengen. Bernardus oordeelde dat de nieuwe kaarten gebrekkig waren en besloot de provincie opnieuw te meten, wat resulteerde in een uitmuntende kaart van Oud-Friesland in de 'Beschrijvinge van de heerlijckheyt van Frieslandt' (1664). In 1682 stelde hij voor om de gehele provincie opnieuw op te meten en grotere en nauwkeurige kaarten van de 30 grietenijen te vervaardigen. In 1698 verscheen de Friesche Atlas die bestond uit 35 grote kaarten. François Halma publiceerde in 1718 een tweede en aangevulde druk van de atlas. 

## Trivia
Zijn vriend, de chirurgijn R. Roukema, maakte een lijkdicht op hem in zijn Naamboek der beroemde Genees- en Heelmeesters.